# MaMaMa
 (mars 2022).
 (mars 2022).
La mise en forme du texte ne suit pas les recommandations de Wikipédia : il faut le « wikifier ».
Les points d'amélioration suivants sont les cas les plus fréquents :
- Les titres sont pré-formatés par le logiciel. Ils ne sont ni en capitales, ni en gras.
- Le texte ne doit pas être écrit en capitales (les noms de famille non plus), ni en gras, ni en italique, ni en « petit »…
- Le gras n'est utilisé que pour surligner le titre de l'article dans l'introduction, une seule fois.
- L'italique est rarement utilisé : mots en langue étrangère, titres d'œuvres, noms de bateaux, etc.
- Les citations ne sont pas en italique mais en corps de texte normal. Elles sont entourées par des guillemets français : « et ».
- Les listes à puces sont à éviter, des paragraphes rédigés étant largement préférés. Les tableaux sont à réserver à la présentation de données structurées (résultats, etc.).
- Les appels de note de bas de page (petits chiffres en exposant, introduits par l'outil «  Source ») sont à placer entre la fin de phrase et le point final[comme ça].
- Les liens internes (vers d'autres articles de Wikipédia) sont à choisir avec parcimonie. Créez des liens vers des articles approfondissant le sujet. Les termes génériques sans rapport avec le sujet sont à éviter, ainsi que les répétitions de liens vers un même terme.
- Les liens externes sont à placer uniquement dans une section « Liens externes », à la fin de l'article. Ces liens sont à choisir avec parcimonie suivant les règles définies. Si un lien sert de source à l'article, son insertion dans le texte est à faire par les notes de bas de page.
- La présentation des références doit suivre les conventions bibliographiques. Il est recommandé d'utiliser les modèles {{Ouvrage}}, {{Chapitre}}, {{Article}}, {{Lien web}} et/ou {{Bibliographie}}. Le mode d'édition visuel peut mettre en forme automatiquement les références.
- Insérer une infobox (cadre d'informations à droite) n'est pas obligatoire pour parachever la mise en page.

Pour une aide détaillée, merci de consulter Aide:Wikification.
Si vous pensez que ces points ont été résolus, vous pouvez retirer ce bandeau et améliorer la mise en forme d'un autre article.
L’association MaMaMa est une association à but non lucratif créée en région Île-de-France pendant le premier confinement de 2020. Son objet social est la lutte contre la précarité des femmes et des bébés. Cette association vient notamment en aide aux mères isolées et à leurs enfants, en luttant contre leur précarité alimentaire et en distribuant des produits d’hygiène ou des jouets. En 2023, l'association comptait plus de 100 000 femmes et enfants bénéficiaires depuis sa création.Cette phrase n'est pas sourcée.[source insuffisante]

## Historique
L'association MaMaMa a été créée par la photographe Magali Bragard, Marguerite Delalonde et Marielle Alluchon. En Île-de-France, le nombre de bébés en situation de précarité alimentaire est estimé à environ 50 000.
En 2020, la crise sanitaire du covid-19 a particulièrement touché les femmes isolées. Le nom « MaMaMa » est formé par la première syllabe des prénoms des fondatrices. Magali Bragard déclare dans une interview en 2020 : «On a des mamans qui nous racontaient que leur enfant n'avait pas mangé depuis un ou deux jours ou qu'elles faisaient cuire du riz et récupéraient l'eau de cuisson pour leur donner dans le biberon à la place du lait».
En 2022, MaMaMa dépose plainte pour menaces et harcèlement, contre des proches de la mairie de Saint-Denis. Cette dernière les poursuit en expulsion immédiate. Défendue par l'avocate féministe Violaine De Filippis Abate, l'association MaMaMa obtient 12 mois d'occupation gratuite jusqu'à début 2024.
En 2024, l'association déménage à Aubervilliers.

## Fonctionnement
Le premier entrepôt de MaMaMa était situé à la Plaine Saint-Denis, au coeur des anciens studios AB Productions . Il est une des plus grandes plateformes d'Ile-de-France en matière de distribution de colis de produits de première nécessité pour bébés. L'association a déménagé en 2024 pour un local situé dans le centre commercial le Millénaire, à Aubervilliers.
Il sert ainsi à la préparation et à la distribution de colis personnalisés pour les mères isolées, dans un contexte où les bénéficiaires d’aide alimentaire en France sont à 70 % des femmes. Les donateurs peuvent être des particuliers ou des entreprises. 
Les colis sont remis sur rendez-vous pour pouvoir permettre aux femmes un moment d'échange et de soutien. Ils peuvent être sollicités directement depuis le site de l'association.